# Yves-Marie Adeline
Pour les articles homonymes, voir Adeline.
Yves-Marie Adeline Soret de Boisbrunet, plus connu sous le nom de Yves-Marie Adeline, né le 24 mars 1960 à Poitiers (Vienne), est un enseignant, homme politique et écrivain français.

## Carrière universitaire et écriture
Yves-Marie Adeline Soret de Boisbrunet est docteur en Sciences de l'Art de l’université Panthéon-Sorbonne. Sa thèse portait sur La Musique et le Monde.
Il enseigne à l’université de Poitiers de 1986 à 1989, puis quitte l'université et alterne les périodes de rédaction de livres et de collaboration avec des cabinets politiques. À partir de 2003, il enseigne les sciences politiques et la philosophie dans différents établissements d'enseignement supérieur comme l'École Supérieure de Management en Alternance de Marne-la-Vallée. Il enseigne actuellement à l'école de commerce de Tours (FBS).
Auteur d’une demi-douzaine de recueils poétiques, Adeline choisit pour chaque livre un thème et le traite de façon évolutive, à la manière d’une histoire racontée. 
En 2011, il publie notamment 1914, une tragédie européenne, qui constitue le premier volume d'un gros travail consacré à l'histoire de la Grande Guerre. Après une présentation générale complète du théâtre du drame et des puissances d’alors, aussi bien mineures que majeures, ce récit raconte les évènements depuis la fin juin à Sarajevo jusqu’au milieu du mois de novembre 1914 qui marque l'enlisement du conflit. À travers ce premier essai, il entend donner à ce sujet une perspective distanciée de la propagande de guerre et du récit présenté par les vainqueurs de la guerre. Par là même, il dit vouloir réfuter l'idée que ce sont les démocraties qui ont gagné contre les monarchies autocrates : l'Angleterre et la Belgique pratiquent alors le suffrage censitaire comme la Prusse et la Hongrie, quand le reste des États de l'Empire allemand, l'Autriche et la Russie connaissent le suffrage universel comme la France.
Il a consacré un documentaire à ce sujet.
À partir de juin 2018, il intègre le corps enseignant de l'Institut des sciences sociales, économiques et politiques fondé par Marion Maréchal.

## Engagement politique
Yves-Marie Adeline a fait partie de la rédaction de l'hebdomadaire de Daniel Hamiche, Le Légitimiste (fondé en 1984), qui fut « la voix officielle » du prince Alphonse de Bourbon.
Ayant quitté l'enseignement universitaire en 1989, il a été appelé en 1992 comme directeur de Cabinet de Jean Arthuis au conseil général UDF de la Mayenne.
Il est le fondateur et le premier président de l'Alliance royale, un parti royaliste fondé en 2001 préconisant un engagement des royalistes sur la scène électorale comme moyen de faire ressurgir la question des institutions dans le débat politique contemporain.
Candidat aux élections européennes de 2004, puis à l'élection présidentielle française de 2007 le 7 mars 2006, il n'a pu obtenir les 500 parrainages requis.
Candidat à la mairie du 7e arrondissement de Paris, à l'occasion d'élections où était en lice Rachida Dati. Au premier tour de ces élections municipales de mars 2008, la liste qu'il a conduite a recueilli 172 voix (soit 0,96 % des suffrages exprimés).
En 2008, il est remplacé à la présidence de l'Alliance royale par Pierre Bernard, député et maire honoraire de Montfermeil.
Il se consacra jusqu'en 2018 uniquement à l'écriture et à l'enseignement.
En 2018, il devient membre de l'ISSEP (Institut de sciences sociales économiques et politiques) de Lyon créé par Marion Maréchal.

## Publications
- L’Aube royale (Sicre 1991)
- La Musique et le Monde (Téqui 1994)  (ISBN 9782740301692)
- Le Roi et le Monde moderne (C&T 1995)
- Le Carré des philosophes (Trédaniel 1995)  (ISBN 978-2857076100)
- La Droite piégée (C&T 1996)
- Le Pouvoir légitime (C&T 1997)
- La Droite où l’on n’arrive jamais (Sicre 2000)  (ISBN 978-2914352000)
- Le Royalisme en questions (Éditions de Paris / L’Âge d’Homme 2002)  (ISBN 978-2851620842)
- Les Amours dangereuses, poèmes (Éditions Jean d’Orcival 1994)  (ISBN 978-1511776226)
- La Main offerte, poèmes (Éditions Jean d’Orcival 1994)  (ISBN 978-1511760607)
- L’Épouse, poèmes (Sicre 2002)  (ISBN 978-1511780056)
- Le Manteau d’étoiles, poèmes (Éditions de Paris 2002)  (ISBN 978-2851620880)
- Radieuse hostie, poèmes (Éditions de Paris 2004)  (ISBN 978-2851621009)
- L'Appel des sirènes (Éditions de Paris 2004)  (ISBN 978-2851620941)
- Marie-Antoinette, drame en cinq actes (Éditions de Paris, 2005)  (ISBN 2-85162-081-9)
- Histoire mondiale des idées politiques (Ellipses 2007)  (ISBN 978-2729824075)
- Les Angéliques, poèmes, Via Romana, 2008  (ISBN 978-2-916727-41-7)[présentation en ligne]
- La Pensée antique (Ellipses, 2008)  (ISBN 978-2340003958)
- La Pensée médiévale (Ellipses, 2011)  (ISBN 978-2729863500)
- 1914: Une tragédie européenne (Ellipses, 2011)  (ISBN 978-2-7298-6351-7)
- La Droite impossible essai politique (Éditions de Chiré, 2012)
- 20 ans (Via Romana, 2012)  (ISBN 979-10-90029-43-9)
- Abrégé des définitions politiques (Ellipses 2013)  (ISBN 978-2729876715)
- Gallia, l'épopée des Français, poèmes (Amazon[Quoi ?] 2015)  (ISBN 978-1507802717)
- Philosophie de la royauté, Via Romana, 2015  (ISBN 978-2-37271-004-6)
- Histoire mondiale de la philosophie (Ellipses 2015)  (ISBN 978-2340002869)
- Flora, Amazon 2015,  (ISBN 978-1511731898)
- Teresa (Amazon 2015)  (ISBN 978-1511764117)
- Nouvelles de l'étrange (Amazon 2015)  (ISBN 978-1522740414)
- Histoire mondiale de la Grande Guerre (Ellipses 2017)  (ISBN 978-2340015654)
- Les Nouveaux Seigneurs (Amazon 2017)  (ISBN 978-1520514963)
- Anthropologie (Amazon 2017)  (ISBN 978-1520732480)
- La Pensée religieuse (Amazon 2017)  (ISBN 978-1520741277)
- Les Aspirations humaines (Amazon 2017)  (ISBN 978-1520741697)
- La grande guerre n'aura pas lieu (UPPR éditions 2017)  (ISBN 978-2371681767)
- La Guerre intérieure (Éditions de Chiré, 2017)  (ISBN 978-2851902092)